# VV SJC
VV SJC is een Nederlandse amateurvoetbalvereniging uit Noordwijk, gelegen in de provincie Zuid-Holland. De club heeft zwart en wit als traditionele kleuren. SJC is van oorsprong een zondagclub.

## Historie
VV SJC is opgericht door kapelaan S. Braakman in 1920. De eerste thuiswedstrijden werden gespeeld achter De Hoeve. De vereniging kent nu meer dan 1100 leden. Als een van de eerste clubs ondersteunde SJC het vrouwen- en het gehandicaptenvoetbal.

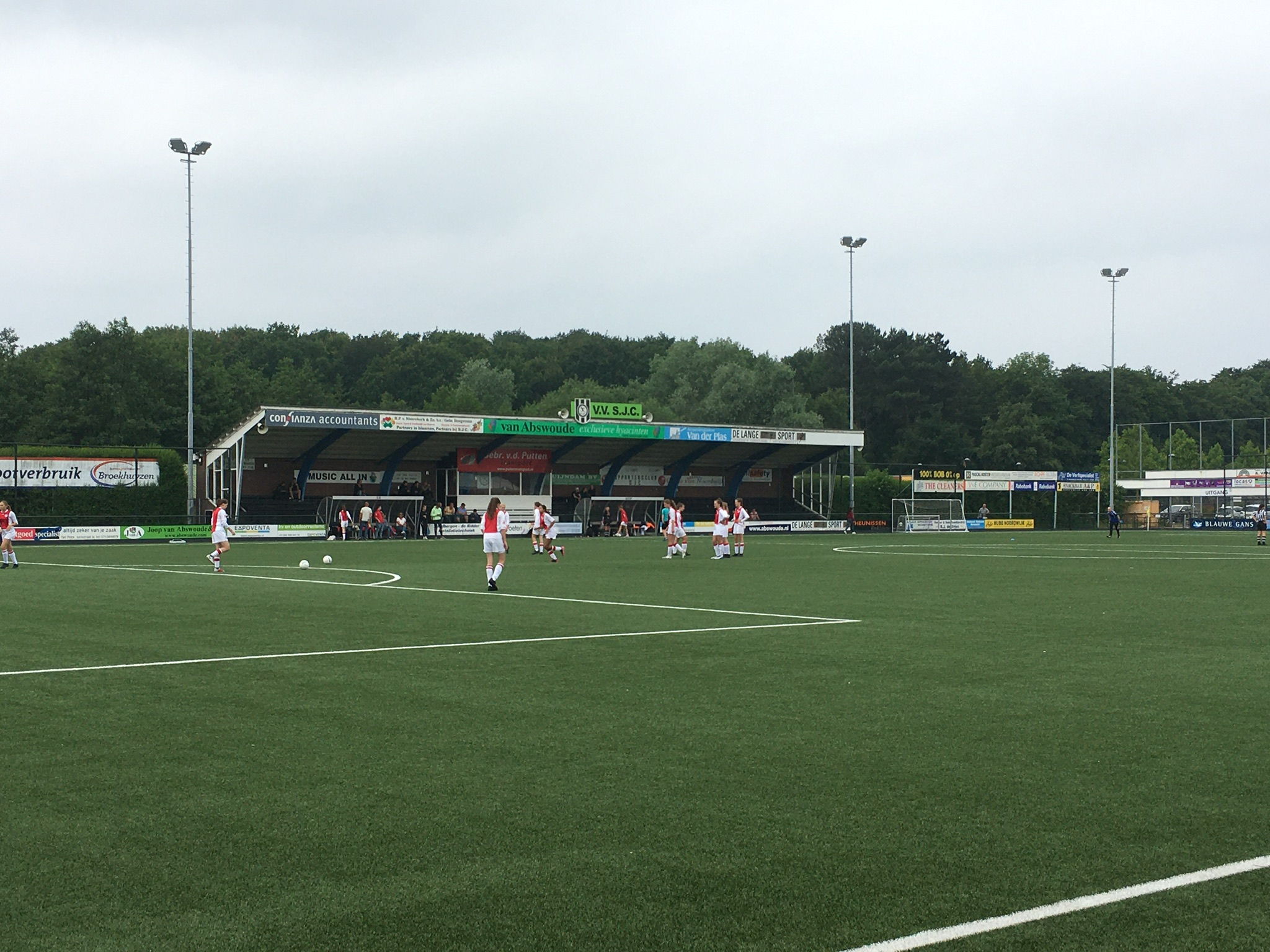
Hoofdveld van sportpark Lageweg

Op 15 juni 1972 werd de supportersvereniging van SJC opgericht. In 1995 werd door de supportersvereniging een lichtinstallatie voor het eerste veld geschonken aan de voetbalvereniging.
Op 12 juni 2016 promoveerde SJC onder het bewind van trainer Kees Zethof naar de hoofdklasse. Zondag 13 mei 2018 werd er opnieuw historie geschreven. Onder leiding van trainer Sjaak Polak werd de club kampioen van Zondag Hoofdklasse A. De 1-2 winst op Achilles 1894 zorgde er voor dat VV SJC niet meer ingehaald kon worden. Promotie naar de Derde divisie werd daarmee een feit.
In het seizoen 2018/2019 zal echter niet worden gevoetbald op de van oudsher gebruikelijke zondag, maar op zaterdag. Dit in verband met een tekort aan teams in de Derde divisie zaterdagafdeling voor het seizoen 2018/2019. De KNVB heeft hierdoor de beslissing genomen om teams te verplaatsen van de zondagafdeling naar de zaterdagafdeling. SJC heeft hier mee ingestemd. Door deze verplaatsing van één seizoen zou de club streekderby's uitvechten tegen onder andere VV Noordwijk, Quick Boys en FC Lisse. SJC degradeerde dat seizoen.
Het standaardelftal van de zondagafdeling komt in het seizoen 2022/23 uit in de Vierde divisie, de nieuwe naam voor de Hoofdklasse. Na een onderbreking van enkele seizoenen komt de club sinds het seizoen 2019/20 ook weer met een standaardelftal zaterdagafdeling uit, het komt uit in de Vierde klasse van het KNVB-district West-II.
Vanaf 2023 zou SJC afscheid nemen van het zondagvoetbal. Men wilde al eerder overstappen naar de zaterdagafdeling, maar kon die stap niet horizontaal maken, aangezien de KNVB dat niet toestond. SJC was een van de laatste clubs in de Bollenstreek die de overstap maakte.

### Nieuwbouw
Op 17 mei 2018 oordeelde de gemeenteraad positief over de plannen voor nieuwbouw op Sportpark Lageweg, een jaar later stelde het ook een budget hiervoor vast. In mei 2020 werd de eerste paal de grond in geslagen. Er verrees een nieuwe tribune met ongeveer 300 zitplaatsen, een nieuwe kantine en een verdiepte sporthal. Mede door de nieuwbouw in de wijken Offem-Zuid en Bronsgeest is de verwachting dat SJC in ledenaantal zal groeien. De nieuwbouw werd begin 2022 afgerond.

## Standaardelftallen

### Zaterdag

#### Competitieresultaten 2000–2024
| 8 5A |

| 8 5A |

| 3 5A |

| 1 5A |

| 9 4A |

| 8 4A |

| 9 4A |

| 11 4A |

| 8 5A |

| 9 5A |

| 12 4A |

|  |

|  |

| 9 4A |

| 1* 4A |

| 3* 4A |

| 6 4A |

| 13 4A |

| 1 5A |

2019/20: Dit seizoen werd na 17 speelrondes stopgezet vanwege de uitbraak van het COVID-19-virus. Er werd voor dit seizoen geen eindstand vastgesteld.
| Vierde klasse | Vijfde klasse |

### Zondag

#### Competitieresultaten 1941–heden
| 11 3A |

| 6 3A |

|  |

|  |

|  |

| 9 3A |

| 8 3A |

| 3 3A |

| 9 3A |

| 1 4A |

| 4 4A |

| 6 4A |

| 3 4A |

| 9 4A |

| 8 4A |

| 5 4A |

| 3 4A |

| 5 4? |

| 6 4A |

| 7 4B |

| 1 4A |

| 8 3A |

| 12 3A |

| 2 4A |

| 8 4A |

| 4 4A |

| 6 4A |

| 9 4A |

| 1 4A |

| 4 3A |

| 11 3A |

| 9 4A |

| 3 4A |

| 11 4A |

| 5 4B |

| 10 4B |

| 4 4A |

| 8 4A |

| 1 4A |

| 9 3A |

| 1 3A |

| 4 2A |

| 11 2A |

| 10 2A |

| 9 2A |

| 12 2A |

| 3 3A |

| 1 3C |

| 14 2A |

| 8 3A |

| 6 3A |

| 6 3A |

| 1 3A |

| 7 2A |

| 2 2A |

| 3 2A |

| 6 2C |

| 8 2C |

| 11 2C |

| 2 3A |

| 4 2C |

| 1 2C |

| 12 1B |

| 7 2C |

| 4 2C |

| 9 2C |

| 8 2C |

| 2 2C |

| 5 1B |

| 4 1B |

| 2 1B |

| 9 1B |

| 7 1B |

| 5 1B |

| 5 1A |

| 3 1B |

| 3 A |

| 1 A |

| 16 |

| 4* A |

| 3* A |

| 4 A |

| 6 A |

| 12 A |

- = Dit seizoen werd stopgezet vanwege de uitbraak van het coronavirus. Er werd voor dit seizoen geen officiële eindstand vastgesteld.

| 2e divisie    | 3e divisie   | 4e divisie/Hoofdklasse | Eerste klasse |
| Tweede klasse | Derde klasse | Vierde klasse          | Vijfde klasse |

In elke staaf van de grafiek staat van boven naar beneden vermeld: 
- Eindnotering

Dit is de positie die de club heeft bereikt in de competitie, zonder eventuele beslissings-, play-off- of nacompetitiewedstrijden die nodig zijn geweest om bijvoorbeeld de kampioen van de competitie te bepalen.
Indien een * achter het getal staat is de notering een tussenstand en kan het zijn dat de notering niet overeenkomt met de uiteindelijke eindstand van de competitie.
Staat er een - dan is het seizoen nog bezig en is er geen definitieve uitslag bekend.
Staat er xx op de positie van de notering, dan heeft de club vroegtijdig de competitie verlaten. Dit kan onder andere komen door terugtrekking van het team, faillissement van de club of door een uitgedeelde straf van de KNVB. In veel gevallen staat elders in het artikel de reden vermeld.
Staat er een ? dan is het resultaat uit het verleden onbekend, en is alleen de competitie of het niveau bekend van dat seizoen.
In de seizoenen 2019/20 en 2020/21 werd wegens de coronacrisis het amateurvoetbal afgebroken. Daardoor kennen deze staven geen eindklassering (middels -- weergegeven).
- Competitieniveau en afdelingsletter of Officiële eindstand Eredivisie
  - Competitieniveau en afdelingsletter

Hierbij geeft het getal het niveau weer, dat ook terug te vinden is in de legenda. De letter is de afdelingsaanduiding en wordt gebruikt wanneer er meer afdelingen zijn op hetzelfde niveau. De afdelingsletter is altijd een hoofdletter en wordt meestal zonder nummer gebruikt.
Voorbeeld: 2F is niveau 2e klasse competitie F.
Het competitieniveau en nummer wordt niet vermeld wanneer er slechts één competitie van dit niveau was.
  - Officiële eindstand Eredivisie (getal staat tussen haakjes vermeld)

Sinds de introductie van play-offwedstrijden voor Europees voetbal na afloop van de reguliere competitie in 2005/06, is de KNVB verplicht een eindstand van de Eredivisie door te geven aan de UEFA aan de hand van deze play-offwedstrijden.
Bij deze eindstand staan clubs die zich hebben gekwalificeerd voor Europees voetbal hoger dan clubs die zich niet wisten te kwalificeren. Indien er geen verschil was tussen de eindnotering en de officiële eindstand, staat dit getal niet vermeld.

- Onderafdeling

Hier staat afgekort de naam van de onderafdeling indien de club in dat jaar in een onderafdeling uitkwam. Tevens staat deze afkorting in de legenda en wordt gelinkt naar het artikel over deze onderafdeling. Deze afkorting wordt alleen vermeld wanneer de club in het verleden in verschillende onderafdelingen heeft gespeeld. Deze vermelding is in de staaf altijd in kleine letters. Deze onderafdelingen zijn na het seizoen 1995/96 afgeschaft. Heeft de club in slechts één onderafdeling gespeeld, dan is dit alleen terug te vinden in de legenda.
Onder de staaf staat het jaartal vermeld waarin het seizoen is afgesloten. 15 verwijst naar het seizoen 2014/15 of eventueel het seizoen 1914/15.
Wanneer een staaf leeg is, zijn deze gegevens niet bekend. Het kan ook zijn dat de club dat seizoen niet heeft meegespeeld op het hogere amateurniveau, vroegtijdig de competitie heeft verlaten of uit de competitie is gezet.

In het seizoen 1944/45 was er wegens de Tweede Wereldoorlog geen regulier competitievoetbal.

#### SJC in de KNVB Beker
Dit schema laat de resultaten zien van SJC tegen profclubs in de KNVB Beker.
| Seizoen | Ronde    | Wedstrijd       | Uitslag |
| ------- | -------- | --------------- | ------- |
| 2023/24 | 1e ronde | SJC - Willem II | 1-3     |

## Bekende (oud-)spelers
- Marissa Compier
- Joost Terol
- Mike Zonneveld

## Bekende (oud-)trainers
- Sjaak Polak

VV Van Nispen · Vv Noordwijk · VV SJC · VVSB